# Raquel González
Raquel González (ur. 16 listopada 1989) – hiszpańska lekkoatletka specjalizująca się w chodzie sportowym.

## Osiągnięcia
- 8. miejsce podczas młodzieżowych mistrzostw Europy (Kowno 2009)
- srebrny medal igrzysk śródziemnomorskich (Mersin 2013)
- 10. miejsce podczas mistrzostw Europy (Zurych 2014)
- 14. miejsce na mistrzostwach świata (Pekin 2015)
- 20. miejsce podczas igrzysk olimpijskich (Rio de Janeiro 2016)
- 12. miejsce podczas mistrzostw Europy (Berlin 2018)
- 15. miejsce na mistrzostwach świata (Doha 2019)
- 14. miejsce podczas igrzysk olimpijskich (Tokio 2021)
- 5. miejsce na mistrzostwach świata (Eugene 2022)
- srebrny medal mistrzostw Europy (Monachium 2022)
- 13. miejsce na mistrzostwach świata (Budapeszt 2023)
- złota medalistka mistrzostw Hiszpanii oraz reprezentantka kraju w pucharze świata, Europy oraz drużynowych mistrzostw świata i Europy w chodzie.

## Rekordy życiowe
- chód na 10 000 metrów – 42:14,12 (2016) rekord Hiszpanii
- chód na 10 kilometrów – 43:13 (2016)
- chód na 20 kilometrów – 1:28:36 (2014)
- chód na 35 kilometrów – 2:42:27 (2022)
- chód na 50 kilometrów – 4:11:01 (2019) rekord Hiszpanii